# VfL Lüneburg

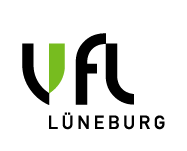
Vereinslogo

Der VfL Lüneburg e. V. (Verein für Leibesübungen) ist mit annähernd 4000 Mitgliedern einer der größten Breitensportvereine in Niedersachsen und Mitgliedsverein im Freiburger Kreis, der größten Kooperation von Sportvereinen in Deutschland, die eine hauptamtliche Geschäftsführung und mindestens 2.500 Mitglieder als Voraussetzung haben.

## Gegenwart
Der VfL Lüneburg ist ein  Breitensportverein, in dem Sportarten wie Fußball, Badminton, Showtanz (Viva Dancers), Inline-Skaterhockey, American Football, Minigolf, Tennis, Volleyball, Turnen, Leistungsturnen, Yoga, Tai-Chi, Tanzen, Tauchen, Fitnessstudio, Reha-Turnen u. a. angeboten werden.

## Geschichte
Der VfL Lüneburg wurde am 15. Mai 1894 als ATL Arbeiterturnerschaft Lüneburg gegründet. Dies ist der älteste Stamm des heutigen VfL. Geturnt wurde in Gasthaussälen und Schuppen. Spätere Aktivitäten im Turnen, Handball, Faustball, Spielmannswesen und zeitweise auch Fußball und Schwerathletik brachten vielfältiges Vereinsleben. Nach dem Zweiten Weltkrieg bildete sich die ATL erneut und schloss sich gemeinsam mit dem VfL Grün-Weiß am 1. Januar 1960 zum VfL Lüneburg zusammen. Ab dem 1. Juni 1976 kam der Verein für Ballspiele (VfB) Lüneburg dazu.
Überregional bedeutsam in Erscheinung trat der VfL Lüneburg durch die Teilnahme an der 2. Badminton-Bundesliga 2004/05.
Die Salzstadtkeiler Lüneburg, die Inline-Skaterhockey-Mannschaft im VfL Lüneburg, hat im Jahr 2003 die Deutsche Vizemeisterschaft im DRIV als größten Erfolg verbuchen können. Gleichzeitig spielte die Mannschaft in den Jahren 2004 bis 2016 in der 1. und 2. Bundesliga der ISHD.